# Fletxa Valona 1941
La Fletxa Valona 1941, 5a edició de la Fletxa Valona, es va disputar el 13 de juliol de 1941, entre Mons i Rocourt, sobre un recorregut de 205 kilòmetres, després que l'edició de 1940 hagués de ser suspesa per culpa de la Segona Guerra Mundial. El vencedor fou el belga Sylvain Grysolle, que s'imposà amb gairebé mig minut d'avantatge sobre els també belgues Gustave Van Overloop i Jacques Geus, segon i tercer respectivament.

## Classificació final
|    | Ciclista                    | Equip | Temps      |
| -- | --------------------------- | ----- | ---------- |
| 1  | Sylvain Grysolle (BEL)      |       | 5h 22' 00" |
| 2  | Gustave Van Overloop (BEL)  |       | + 26"      |
| 3  | Jacques Geus (BEL)          |       | + 40"      |
| 4  | Albert Ramon (BEL)          |       | + 40"      |
| 5  | Martin Vandenbroeck (BEL)   |       | + 40"      |
| 6  | Roger Vandendriessche (BEL) |       | + 40"      |
| 7  | Maurice Van Herzele (BEL)   |       | + 40"      |
| 8  | Joseph Van Kerckhoven (BEL) |       | + 40"      |
| 9  | Albert Anciaux (BEL)        |       | + 40"      |
| 10 | François Neuville (BEL)     |       | + 40"      |